# Landkreis Altenkirchen (Westerwald)
Landkreis Altenkirchen is een Landkreis in de Duitse deelstaat Rijnland-Palts. De Landkreis telt 129.087 inwoners (31 december 2020) op een oppervlakte van 641,99 km². Kreisstadt is de stad Altenkirchen.

## Steden en Gemeenten
De volgende steden en gemeenten liggen in de Landkreis (inwoners op 30 juni 2006):
Verbandsgemeinden
* Zetel van de Verbandsgemeinde
| - 1. Verbandsgemeinde Altenkirchen (Westerwald) 1. Almersbach (455) 2. Altenkirchen, Stad * (6271) 3. Bachenberg (110) 4. Berod bei Hachenburg (628) 5. Birnbach (616) 6. Busenhausen (352) 7. Eichelhardt (490) 8. Ersfeld (57) 9. Fiersbach (287) 10. Fluterschen (765) 11. Forstmehren (154) 12. Gieleroth (706) 13. Hasselbach (320) 14. Helmenzen (852) 15. Helmeroth (214) 16. Hemmelzen (237) 17. Heupelzen (265) 18. Hilgenroth (312) 19. Hirz-Maulsbach (308) 20. Idelberg (46) 21. Ingelbach (577) 22. Isert (160) 23. Kettenhausen (249) 24. Kircheib (540) 25. Kraam (164) 26. Mammelzen (1089) 27. Mehren (485) 28. Michelbach (579) 29. Neitersen (831) 30. Obererbach (563) 31. Oberirsen (676) 32. Oberwambach (411) 33. Ölsen (95) 34. Racksen (160) 35. Rettersen (382) 36. Schöneberg (419) 37. Sörth (249) 38. Stürzelbach (263) 39. Volkerzen (97) 40. Werkhausen (243) 41. Weyerbusch (1456) 42. Wölmersen (418) | - 2. Verbandsgemeinde Betzdorf 1. Alsdorf (1796) 2. Betzdorf, Stad * (10.411) 3. Grünebach (568) 4. Scheuerfeld (2.151) 5. Wallmenroth (1.258) - 3. Verbandsgemeinde Herdorf-Daaden 1. Daaden * (4491) 2. Derschen (1138) 3. Emmerzhausen (759) 4. Friedewald (1207) 5. Herdorf, Stad (7189) 6. Mauden (122) 7. Niederdreisbach (975) 8. Nisterberg (440) 9. Schutzbach (444) 10. Weitefeld (2462) - 4. Verbandsgemeinde Flammersfeld 1. Berzhausen (179) 2. Bürdenbach (532) 3. Burglahr (491) 4. Eichen (566) 5. Eulenberg (61) 6. Flammersfeld * (1131) 7. Giershausen (98) 8. Güllesheim (674) 9. Horhausen (1907) 10. Kescheid (135) 11. Krunkel (685) 12. Niedersteinebach (193) 13. Oberlahr (802) 14. Obernau (153) 15. Obersteinebach (237) 16. Orfgen (251) 17. Peterslahr (287) 18. Pleckhausen (776) 19. Reiferscheid (416) 20. Rott (448) 21. Schürdt (270) 22. Seelbach (357) 23. Seifen (159) 24. Walterschen (147) 25. Willroth (840) 26. Ziegenhain (133) | - 5. Verbandsgemeinde Gebhardshain 1. Dickendorf (368) 2. Elben (329) 3. Elkenroth (1883) 4. Fensdorf (427) 5. Gebhardshain * (1897) 6. Kausen (800) 7. Malberg (1060) 8. Molzhain (573) 9. Nauroth (1162) 10. Rosenheim (750) 11. Steinebach/ Sieg (1244) 12. Steineroth (682) - 6. Verbandsgemeinde Hamm (Sieg) 1. Birkenbeul (491) 2. Bitzen (827) 3. Breitscheidt (1007) 4. Bruchertseifen (755) 5. Etzbach (1328) 6. Forst (679) 7. Fürthen (1240) 8. Hamm * (3408) 9. Niederirsen (98) 10. Pracht (1579) 11. Roth (1556) 12. Seelbach bei Hamm (204) - 7. Verbandsgemeinde Kirchen (Sieg) 1. Brachbach (2450) 2. Friesenhagen (1700) 3. Harbach (574) 4. Kirchen, Stad * (9121) 5. Mudersbach (6300) 6. Niederfischbach (4872) - 8. Verbandsgemeinde Wissen 1. Birken-Honigsessen (2601) 2. Hövels (705) 3. Katzwinkel (1998) 4. Mittelhof (1158) 5. Selbach (856) 6. Wissen, Stad * (8458) |

Almersbach ·
Alsdorf ·
Altenkirchen ·
Bachenberg ·
Berod bei Hachenburg ·
Berzhausen ·
Betzdorf ·
Birken-Honigsessen ·
Birkenbeul ·
Birnbach ·
Bitzen ·
Brachbach ·
Breitscheidt ·
Bruchertseifen ·
Bürdenbach ·
Burglahr ·
Busenhausen ·
Daaden ·
Derschen ·
Dickendorf ·
Eichelhardt ·
Eichen ·
Elben ·
Elkenroth ·
Emmerzhausen ·
Ersfeld ·
Etzbach ·
Eulenberg ·
Fensdorf ·
Fiersbach ·
Flammersfeld ·
Fluterschen ·
Forst ·
Forstmehren ·
Friedewald ·
Friesenhagen ·
Fürthen ·
Gebhardshain ·
Gieleroth ·
Giershausen ·
Grünebach ·
Güllesheim ·
Hamm (Sieg) ·
Harbach ·
Hasselbach ·
Helmenzen ·
Helmeroth ·
Hemmelzen ·
Herdorf ·
Heupelzen ·
Hilgenroth ·
Hirz-Maulsbach ·
Horhausen (Westerwald) ·
Hövels ·
Idelberg ·
Ingelbach ·
Isert ·
Katzwinkel (Sieg) ·
Kausen ·
Kescheid ·
Kettenhausen ·
Kircheib ·
Kirchen (Sieg) ·
Kraam ·
Krunkel ·
Malberg ·
Mammelzen ·
Mauden ·
Mehren ·
Michelbach (Westerwald) ·
Mittelhof ·
Molzhain ·
Mudersbach ·
Nauroth ·
Neitersen ·
Niederdreisbach ·
Niederfischbach ·
Niederirsen ·
Niedersteinebach ·
Nisterberg ·
Obererbach (Westerwald) ·
Oberirsen ·
Oberlahr ·
Obersteinebach ·
Oberwambach ·
Ölsen ·
Orfgen ·
Peterslahr ·
Pleckhausen ·
Pracht ·
Racksen ·
Reiferscheid ·
Rettersen ·
Rosenheim ·
Roth ·
Rott ·
Scheuerfeld ·
Schöneberg ·
Schürdt ·
Schutzbach ·
Seelbach (Westerwald) ·
Seelbach bei Hamm (Sieg) ·
Seifen ·
Selbach (Sieg) ·
Sörth ·
Steinebach/ Sieg ·
Steineroth ·
Stürzelbach ·
Volkerzen ·
Wallmenroth ·
Walterschen ·
Weitefeld ·
Werkhausen ·
Weyerbusch ·
Willroth ·
Wissen ·
Wölmersen ·
Ziegenhain